# Lake Cobb
Der Lake Cobb ist ein Gebirgssee in der Region des Tasman District auf der Südinsel von Neuseeland.

## Geographie
Der Lake Cobb befindet sich auf einer Höhe von 1089 m, zwischen der Lockett Range im Osten und der Peel Range im Westen. Der längliche See erstreckt sich über eine Länge von rund 895 m in Ost-West-Richtung und misst an seiner breitesten Stelle rund 235 m in Nord-Süd-Richtung. Dabei bedeckt er eine Fläche von 16,4 Hektar und misst eine Uferlänge von rund 2,1 km.
Gespeist wird der See von einigen Gebirgsbächen und von einem von Westen zulaufenden Bach, der über einen Seitenarm den rund 1,33 km flussaufwärts liegenden Round Lake entwässert. Die Entwässerung des Lake Cobb findet an seinem östlichen Ende über den Cobb River statt, der später in das Cobb Reservoir mündet.